# Jorge Sampaio
Jorge Fernando Branco de Sampaio (ur. 18 września 1939 w Lizbonie, zm. 10 września 2021 w Carnaxide e Queijas) – portugalski polityk, prawnik i samorządowiec, w latach 1989–1992 sekretarz generalny Partii Socjalistycznej, od 1989 do 1995 burmistrz Lizbony, w latach 1996–2006 prezydent Portugalii.

## Życiorys
Ukończył studia prawnicze na Uniwersytecie Lizbońskim. Uzyskał uprawnienia adwokata, po czym podjął praktykę w zawodzie. W okresie Nowego Państwa zajmował się obroną w procesach politycznych. Działał w środowiskach opozycyjnych. Po rewolucji goździków w 1974 był wśród założycieli Ruchu Socjalistycznej Lewicy, w 1978 przeszedł do Partii Socjalistycznej. W 1975 objął stanowisko sekretarza stanu ds. współpracy międzynarodowej.
W 1979 po raz pierwszy wybrany na posła do Zgromadzenia Republiki. Ponownie uzyskiwał mandat deputowanego w wyborach w 1980, 1985, 1987 i 1991. Od 1979 do 1984 wchodził w skład Europejskiej Komisji Praw Człowieka. W 1989 wybrany na sekretarza generalnego Partii Socjalistycznej, zastąpił na tej funkcji Vítora Constâncio. Swoim ugrupowaniem zarządzał przez trzy lata, w 1992 funkcję tę objął António Guterres. Od 1989 do 1995 sprawował urząd burmistrza Lizbony (presidente da Câmara Municipal de Lisboa).
W 1996 wystartował w wyborach prezydenckich, otrzymał w pierwszej turze 53,9% głosów, pokonując Aníbala Cavaco Silvę, który był jedynym kontrkandydatem. Urząd prezydenta Portugalii objął 9 marca 1996. W kolejnych wyborach w 2001 z powodzeniem ubiegał się o reelekcję, zapewniając ją sobie w pierwszej turze (z wynikiem 55,6% głosów). Drugą kadencję prezydencką zakończył 9 marca 2006. Po odejściu z urzędu pełnił funkcję specjalnego wysłannika i wysokiego przedstawiciela sekretarza generalnego Organizacji Narodów Zjednoczonych.
Odznaczony kilkudziesięcioma portugalskimi i zagranicznymi orderami i odznaczeniami najwyższych klas, w tym Orderem Orła Białego (1997).
Zmarł 10 września 2021 w szpitalu w Carnaxide e Queijas z powodu niewydolności oddechowej.